# Spectre d'excitation
Le spectre d'excitation correspond aux longueurs d'onde pour lesquelles un fluorochrome excité réémet une partie de cette énergie sous forme de lumière. En général le spectre est centré sur un pic qui correspond à la longueur d'onde optimale pour exciter le fluorochrome.